# MFi认证

现代的Made for iPod标志是典型的MFi认证徽章。

蘋果公司的MFi认证（"Made for iPhone/iPod/iPad"）是用于苹果iPod、iPad和iPhone的硬件和软件外部设备开发者的许可程序 。该名称原是Made for iPod的缩写。该认证涵盖各种设备连接器，包括耳机插孔、原dock连接器和新的Lightning接头，以及AirPlay支持。加入MFi计划并通过认证测试的公司能在其产品包装上展示特定MFi相关标志，例如“Made for iPod”标志。

## Made for iPod
原Made for iPod于2005年1月11日在Macworld Expo推出，尽管在此之前的一些产品采用称为“Ready for iPod”的标签发布。据报道，当时苹果对所有带有该标志的产品收取10%的费用，报道称这是一笔“税”。 iPods使用一个扩展的TRS端子允许其他控制输入，例如静音和音量调整，并且许可证适用于插入插孔或坞站连接器的产品。
当使用坞站连接器时，设备能够使用称为苹果配件协议（Apple Accessory Protocol，AAP）的简单串行协议控制iPod。这（正常情况下）使用19,200位/秒8N1通信信号发送包含命令的短分组，例如“录制语音备忘录”、“增加音量”。随着第三代iPod的推出，AAP也可用于耳机连接。许多Made for iPod设备还使用这些信号用于远程控制功能，包括汽车集成系统。

## 新的产品线

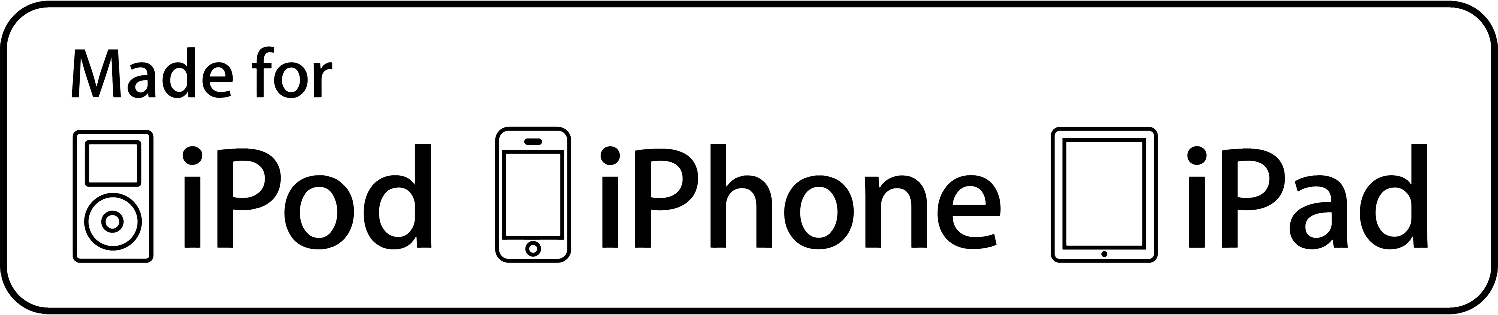
适用于iPod、iPhone和iPad的MFi标志

随着iPhone的引入，计划名称扩展为“Made for iPod and Made for iPhone”，并且之后随iPad而变为“Made for iPod, iPhone and iPad”。该计划名称已正式更改为MFi，该术语在2010年左右曾被非正式使用一段时间。
MFi计划现在也覆盖无限流式音乐的AirTunes系统。AirTunes最早于2004年在Mac和PC平台的iTunes推出，之后当视频输出能力被添加到Apple TV等设备时被称为AirPlay。在iPhone和iPod Touch具有Wi-Fi能力后，AirPlay进入设备。因为无须额外硬件，AirPlay已被官方和非MFi软件系统广泛实现（见AirPlay）。

## Lightning连接器
随着Lightning接头的出现，品牌被改变并官方成为MFi，这一术语在一段时间内被非官方使用。Lightning也引入了额外的协议，只有通过MFi认证才能取得官方支持。除了技术要求，根据TUAW，苹果还借此机会更新许可协议，要求所有第三方同意苹果的供应商责任代码。

## iOS 7及更高版本
随着2013年苹果全球开发者大会（WWDC）发布iOS 7开发者版本，新的MFi审批包括游戏控制器，无论是夹在iOS设备上的环绕设计，还是完全独立的无线模型。
希望将设备和应用程序与HomeKit集成的开发者必须成为MFi计划的成员，这样才能取得规范以及认证其产品。